# Albert Oehlen
Albert Oehlen, född 17 september 1954 i Krefeld, Nordrhein-Westfalen, är en tysk målare. Han är bror till konstnären Markus Oehlen.

## Biografi
Oehlen studerade hos Sigmar Polke i Hamburg under 1970-talet. Han tog examen vid Konsthögskolan i den staden mellan 1978 och 1981. Han utbildades också som publicist. Han trädde fram på den samtida konstscenen i början av 1980-talet, tillsammans med en generation konstnärer som Martin Kippenberger, Georg Herold och Werner Büttner, som var särskilt kritiska mot tidens rådande ideologi. Han är nära förknippad med den konstnärliga atmosfären i Köln.
Hans arbete är en del av den tyska nyexpressionistiska rörelsen, kallad Neue Wilde. Hans tidiga verk är stora dukar där han uttryckte stark social kritik. Hans arbete, likt hans bror Markus’, Büttners eller Kippenbergers, har en viss aggressivitet som skiljer sig från politisk utopi.
Senare utvecklades han mot abstraktion och målade sina första abstrakta målningar i slutet av 1980-talet. I några av sina målningar skildrar han figurativa motiv på fotografier. Han har också skapat datormålningar.
Oehlen har visat sitt arbete i många internationella utställningar.